# Kraslice
Kraslice (niem. Graslitz) − miasto w Czechach, w kraju karlowarskim. Według danych z 31 grudnia 2003 powierzchnia miasta wynosiła 8 135 ha, a liczba jego mieszkańców 7 159 osób. Pochodzi stąd firma Amati, producent wysokiej klasy instrumentów perkusyjnych oraz dętych.
W miejscowości jest stacja kolejowa Kraslice.

## Demografia
| Rok             | 1970  | 1980  | 1991  | 2001  | 2003  |
| --------------- | ----- | ----- | ----- | ----- | ----- |
| Liczba ludności | 7 128 | 7 371 | 7 604 | 7 273 | 7 159 |

Źródło: Czeski Urząd Statystyczny
Amati Kraslice European Excellence Musical Instruments 

## Współpraca
- Klingenthal, Niemcy
- Aschaffenburg, Niemcy